# (15807) 1994 GV9
(15807) 1994 GV9 — транснептуновый объект из пояса Койпера. Является кьюбивано и не находится с Нептуном в ярко выраженном резонансе. Он был открыт 15 апреля 1994 года астрономами Дэвидом Джуиттом и Джун Ченом в обсерватории Мауна-Кеа.

## Описание
По состоянию на 2018 год находится на расстоянии 43,3 а. е. от Солнца. В настоящее время максимальное возможное сближение с Нептуном составляет 11,2 а. е. (1,68 млрд км). Об этом объекте известно очень мало. Основываясь на яркости и расстоянии, его диаметр оценивается от 100 до 150 км в зависимости от альбедо.
1994 GV9 — второй кьюбивано, получивший официальный каталожный номер Центра малых планет. Первый кьюбивано - это (15760) Альбион.